# Praia de Carcavelos
Praia de Carcavelos
A Praia de Carcavelos é primeira praia oceânica após a foz do rio Tejo, formando com outras a Costa do Estoril.
A Praia de Carcavelos está situada na União das Freguesias de Carcavelos e Parede, entre a Parede e Santo Amaro de Oeiras. No inverno tem ondas de classe nacional onde já vários surfistas despontaram para o desporto. A praia forma uma onda tubular e rápida[carece de fontes?]. Viu nascer carismáticos surfistas como João Alexandre (Dapim), Luis Narciso, Rodrigo Heredia, Marcos Anastácio, José Gregório, Edgar Nozes e Tomas Saraiva Lobo (Tomi) e bodyboarders como Paulinho Costa, Miguel Theriaga.[carece de fontes?]

## Galeria

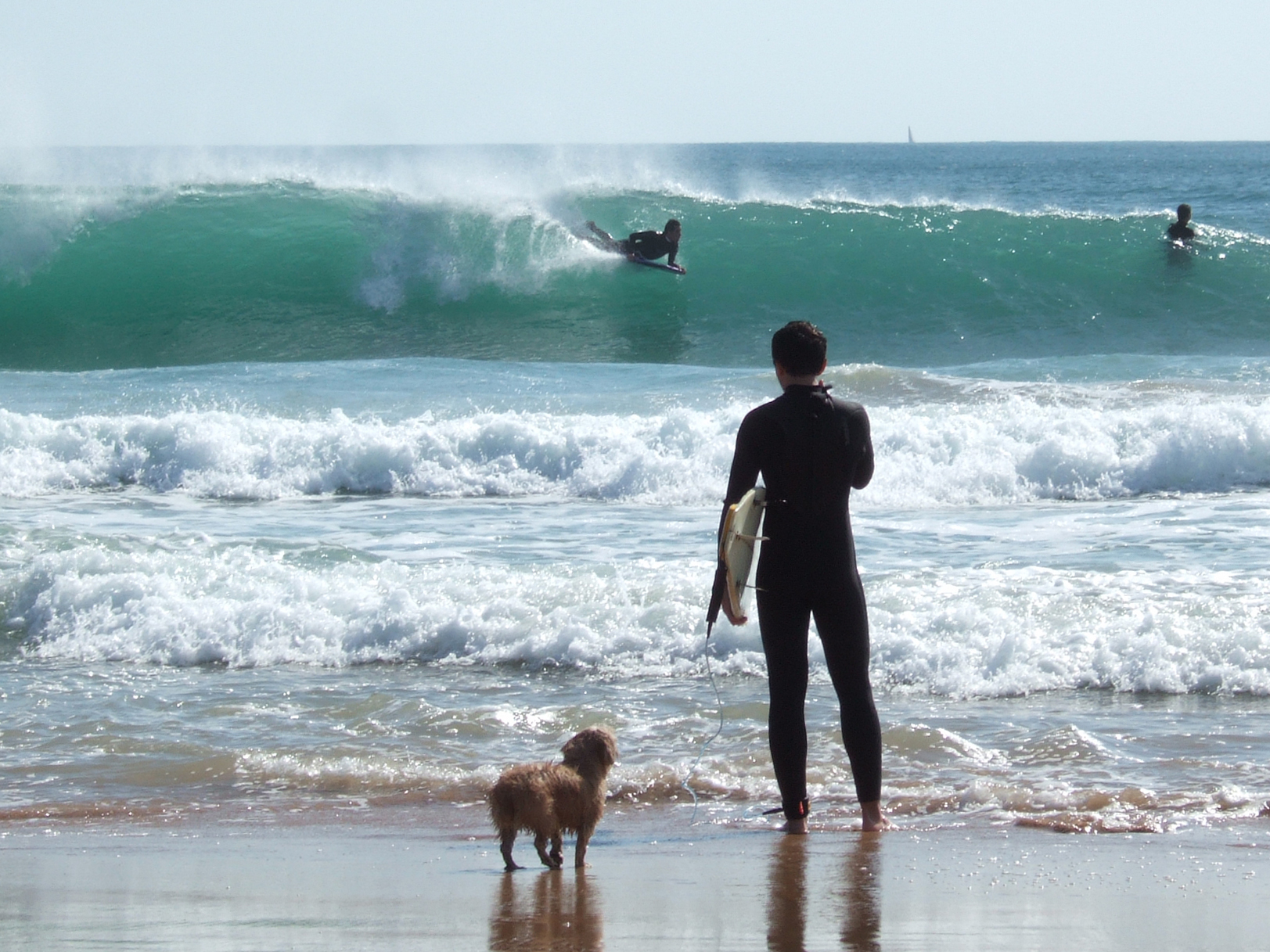
Surf
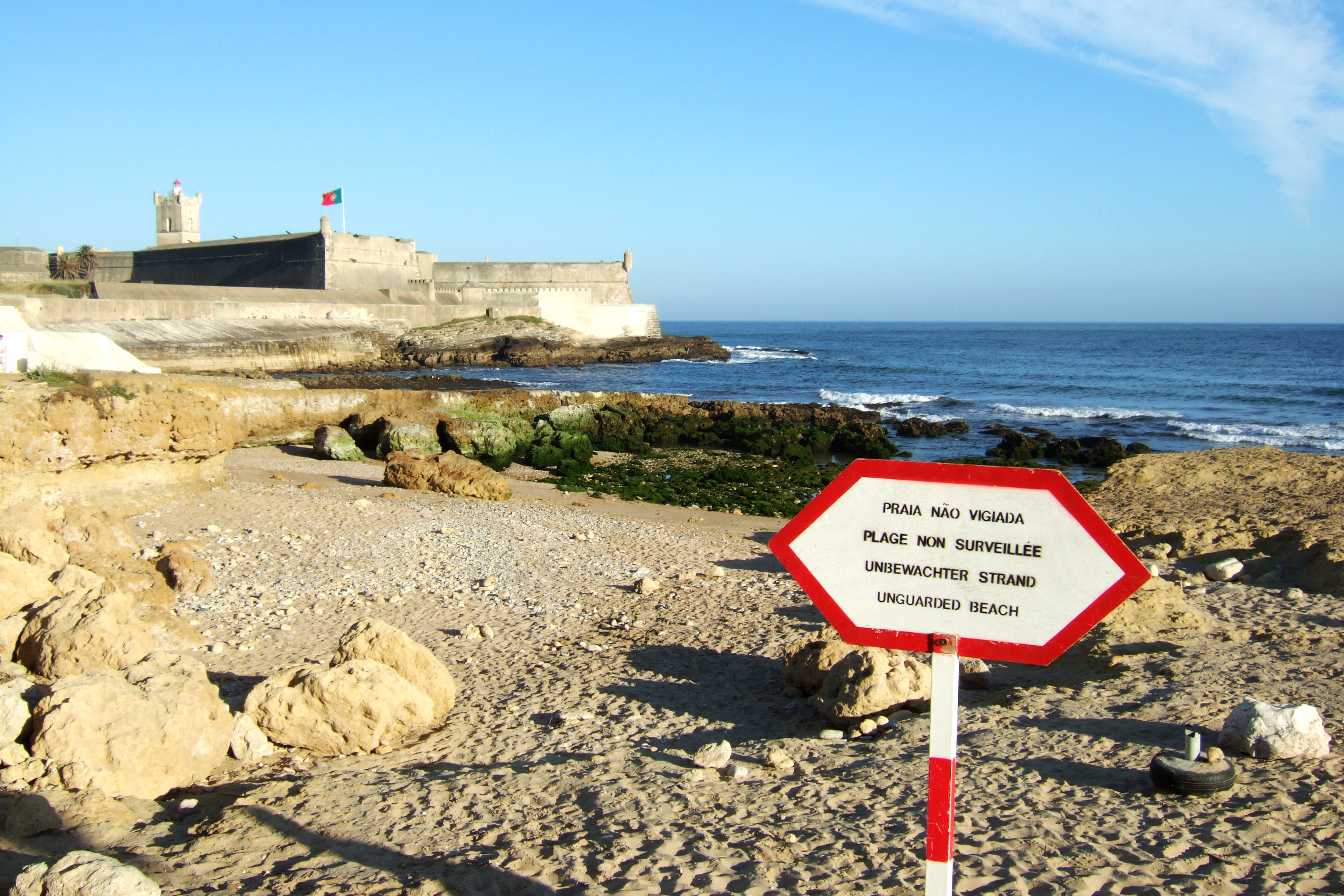
Parte da praia não vigiada
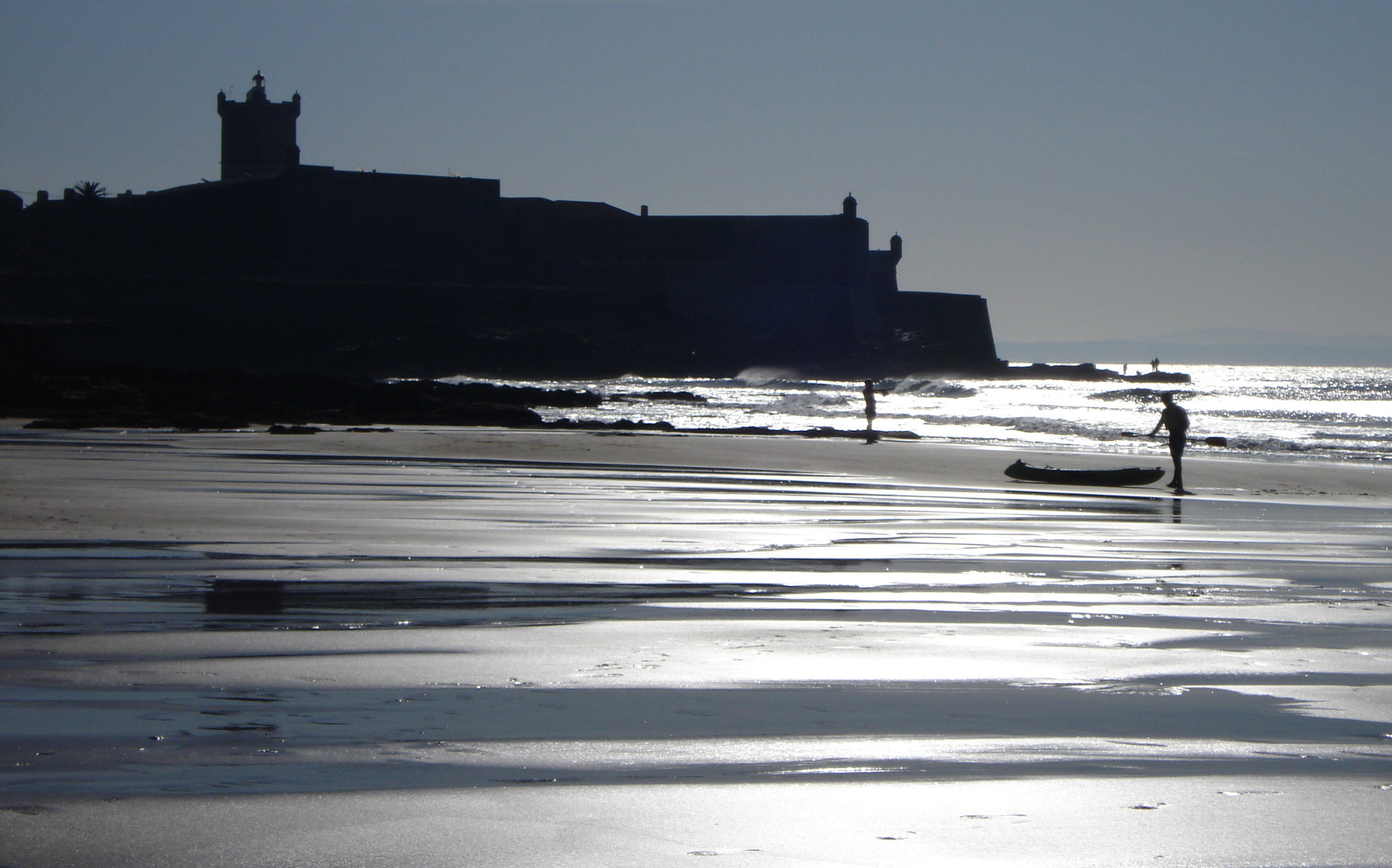
Vista com o Forte de São Julião da Barra
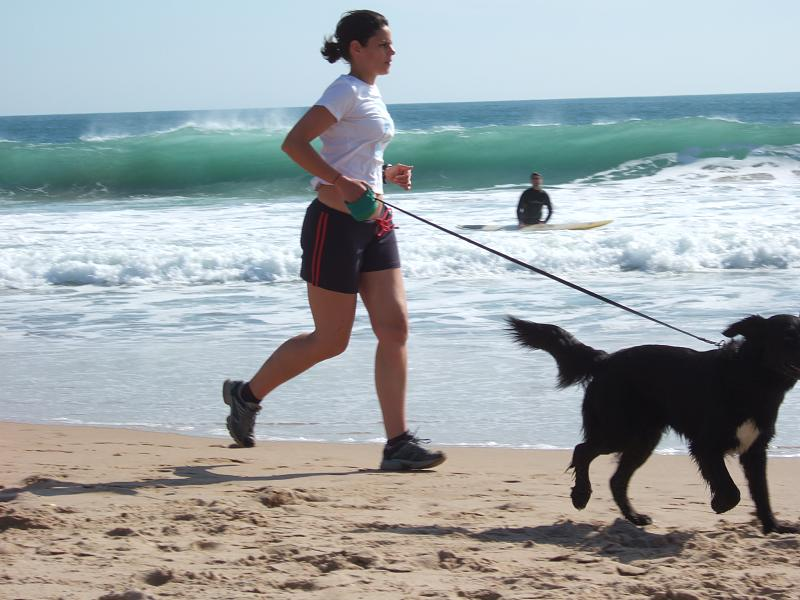
Fazendo jogging com o cão
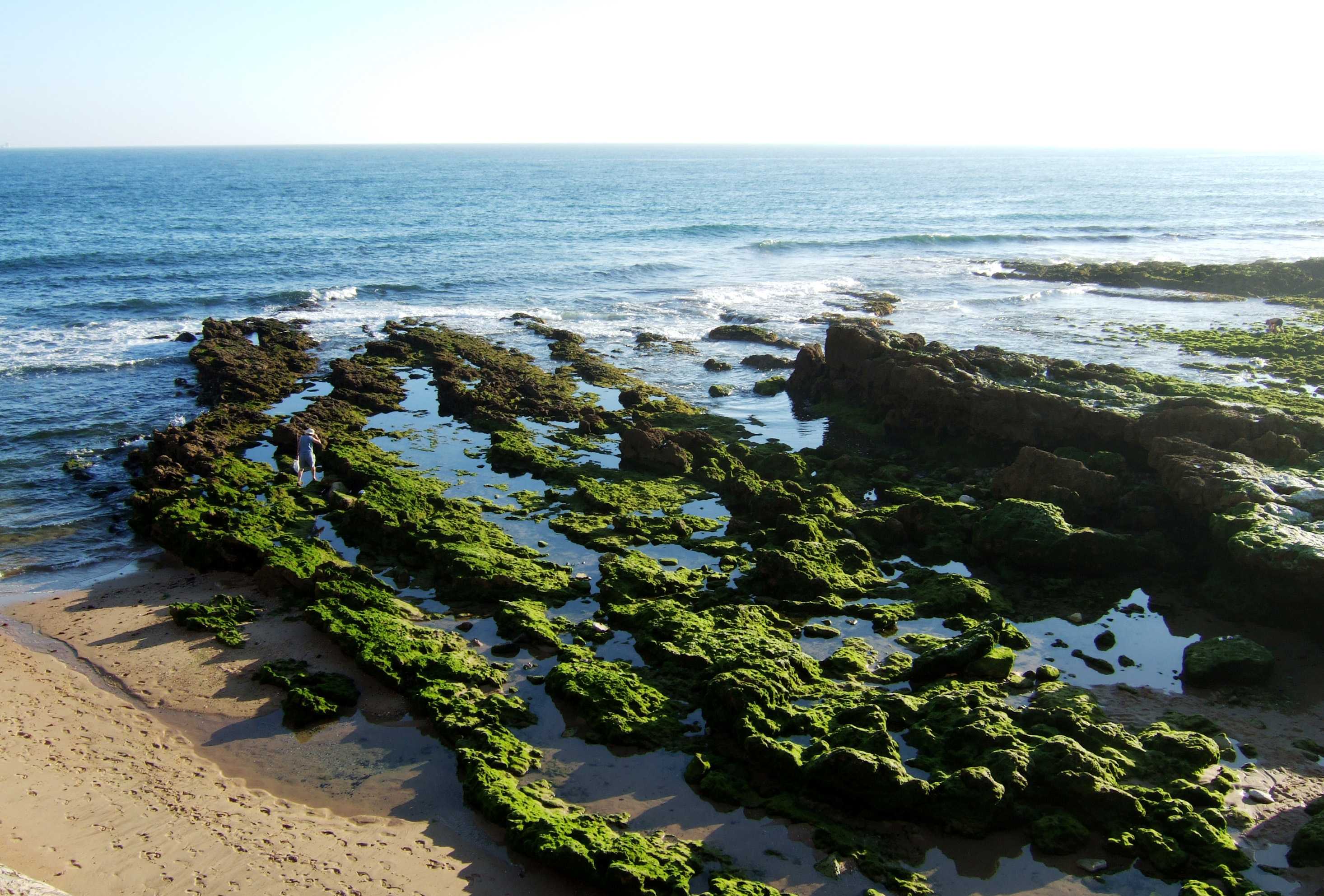
Rochas